# Диалекты языка идиш

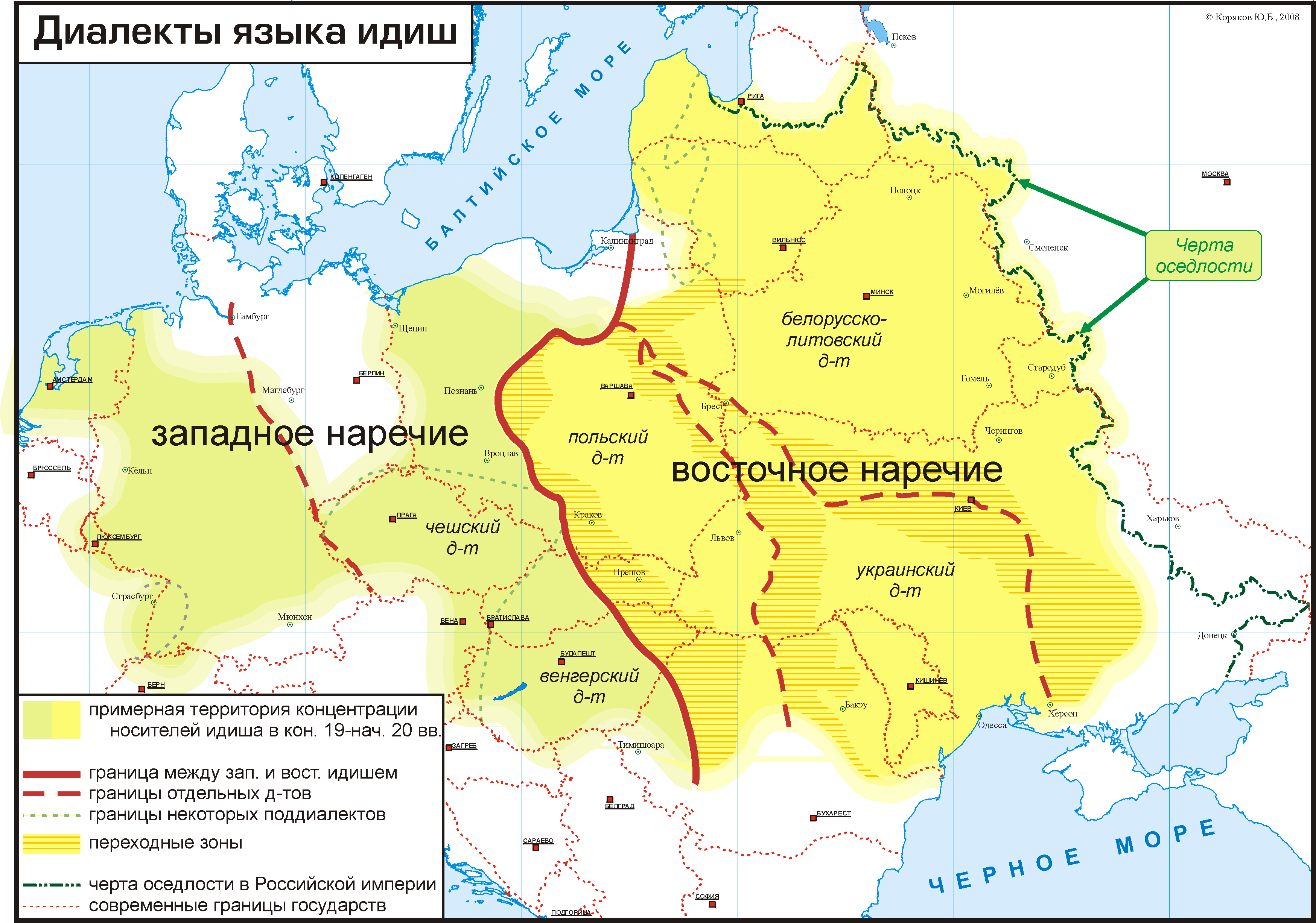
Диалекты идиша

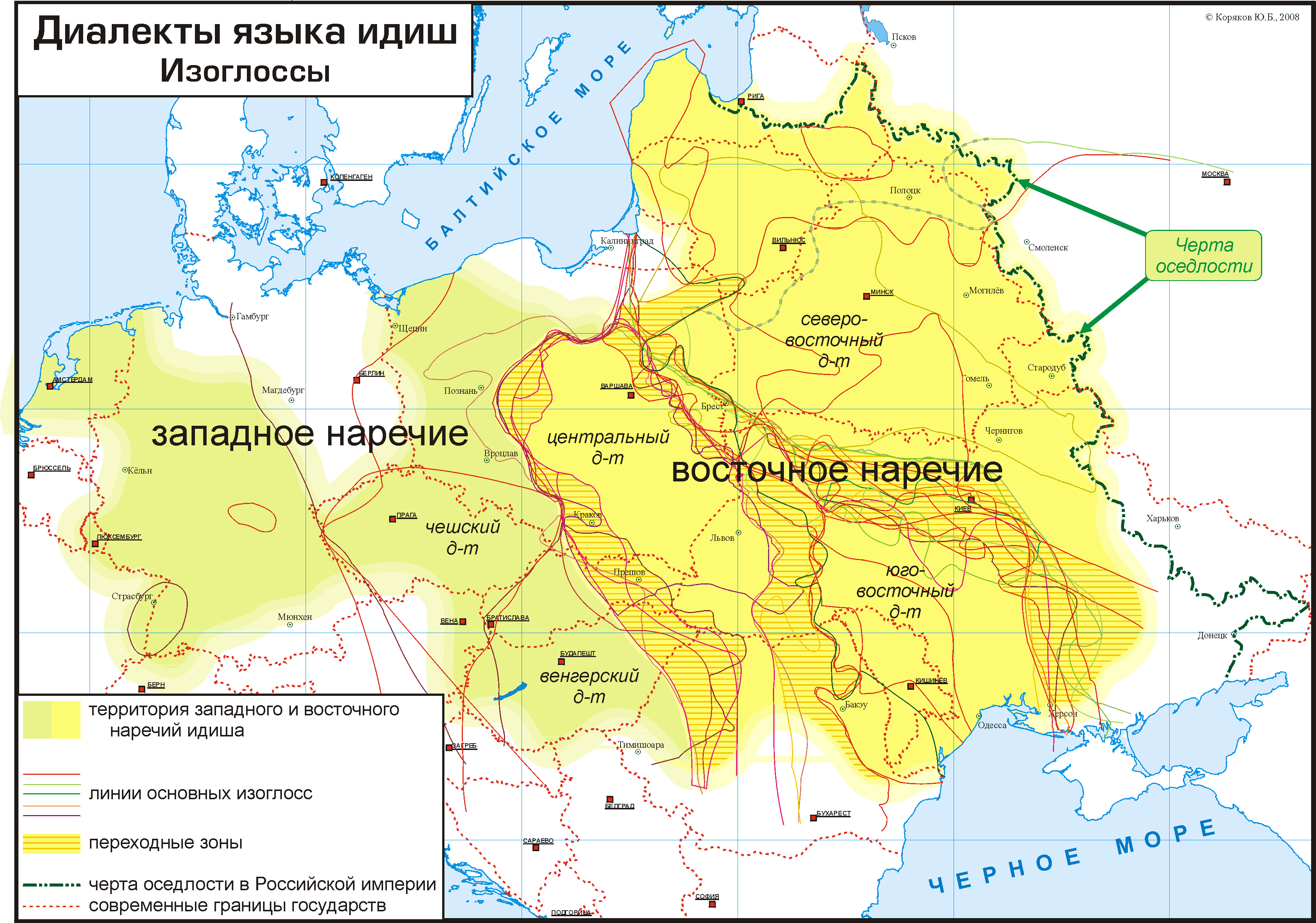
Изоглоссы идишских диалектов

Язык и́диш состоит из большого числа диалектов, которые принято подразделять на западное и восточное наречия.
Западный идиш, тесно связанный с немецкими и нидерландскими диалектами окружающего населения, сегодня практически мёртв.
Восточное наречие, сформировавшееся вне немецкоговорящего окружения, делится на три основных диалекта:
- северо-восточный (литовский диалект («литвиш[идиш]»): Прибалтика, Белоруссия, Подляское воеводство Польши, Смоленская и Брянская области России, восток Украины);
- юго-восточный (украинский диалект: Волынь и Правобережная Украина, Молдавия, восточные области Румынии, прежде всего — Молдавия и Буковина, южная часть Брестской области Белоруссии и Люблинское воеводство Польши);
- центральный (или юго-западный, польский диалект («пойлиш»): центральная и западная Польша, Трансильвания, Галичина и Закарпатье, восток Венгрии и Словакии).

Существуют и переходные и смешанные диалекты.
Например, в украинском диалекте выделяют волынский («волиньер»), подольский («подольер»), бессарабский («бесарабер»).
К началу XX века постепенно сформировался так называемый клал шпрах — стандартизированный язык, фонетически близкий к северо-восточному диалекту Вильны, но грамматически близкий к южным диалектам. Как разговорный язык этот стандарт получил некоторое распространение через систему школ на идише и нормировался Институтом еврейских исследований и рядом институтов в СССР, но сегодня в основном ограничен академическими кругами. Грамматика и графика письменного языка литературы на идише соответствуют почти совершенно интердиалектному стандарту.
В Северной Америке в среде наиболее многочисленных хасидских дворов выкристаллизовался общий диалект на основе «венгерского» идиша (в пределах центрального диалекта восточного наречия), распространённого раньше в Трансильвании.
Театральный идиш, в соответствии с традицией, ведущей своё начало от А. Гольдфадена, соответствует усреднённому украинскому диалекту (иногда в данном контексте именуемому волынским).
Областные варианты идиша обнаруживают большие различия в системе гласных, начиная от оппозиции между кратким открытым i и долгим закрытым i и кончая моделями с полными параллельными рядами кратких и долгих гласных. В диалектах встречаются также ü и дифтонги, оканчивающиеся на -w и -u. В некоторых диалектах отсутствует фонема h, в некоторых различается меньшее количество палатальных, а в западном идише отсутствует различие по звонкости. Артикуляция r варьируется в различных районах от r апикального до (преимущественно) r увулярного.

## Изучение
Создатель первого атласа диалектов идиша Мордхе Вейнгер (Мордехай, Михаил Борисович; 1890—1929).